# Foot Ball Club Spezia 1906 1969-1970
Questa voce raccoglie le informazioni riguardanti il Foot Ball Club Spezia 1906 nelle competizioni ufficiali della stagione 1969-1970.

## Stagione
Nella stagione 1969-1970 lo Spezia disputa il girone B del campionato di Serie C, ottiene 37 punti piazzandosi in decima posizione, il torneo ha promosso in Serie B la Massese che ha vinto il campionato con 52 punti, davanti alla Spal con 50 punti. Sono retrocessi in Serie D il Siena con 32 punti, la Pistoiese con 29 punti e la Vis Pesaro con 26 punti.
Il presidente Guerriero Menicagli dopo sei stagioni lascia lo Spezia nelle mani del commissario straordinario Alberto del Santo, che solo per questa stagione è il nuovo reggente della società. La squadra spezzina viene riaffidata ad Evaristo Malavasi e fa leva su un ottimo pacchetto arretrato ma stenta a trovare la via del gol. In campionato gli aquilotti hanno il penultimo attacco con 20 reti all'attivo, ma con 26 reti subite, anche la quarta miglior difesa del torneo, migliore anche della reparto difensivo della Massese che vince il campionato. La logica conseguenza di questi due aspetti contrastanti è una stagione tranquilla di centro classifica. Il miglior realizzatore di stagione risulta Angelo Spanio con 5 reti.

## Rosa
| N. |                   | Ruolo | Calciatore          |
| -- | ----------------- | ----- | ------------------- |
|    | Italia (bandiera) | A     | Paolo Andreoli      |
|    | Italia (bandiera) | C     | Mario Barzaghi      |
|    | Italia (bandiera) | A     | Luciano Biscioni    |
|    | Italia (bandiera) | C     | Giampaolo Bonanni   |
|    | Italia (bandiera) | D     | Vito Callioni       |
|    | Italia (bandiera) | D     | Marco Cozzani       |
|    | Italia (bandiera) | D     | Furio Finetti       |
|    | Italia (bandiera) | A     | Gabriele Guizzo     |
|    | Italia (bandiera) | A     | Francesco Lazzerini |
|    | Italia (bandiera) | P     | Roberto Marconcini  |

| N. |                   | Ruolo | Calciatore        |
| -- | ----------------- | ----- | ----------------- |
|    | Italia (bandiera) | C     | Vittorio Memo     |
|    | Italia (bandiera) | C     | Luigi Micheli     |
|    | Italia (bandiera) | D     | Osvaldo Motto     |
|    | Italia (bandiera) | A     | Mario Pellizzoni  |
|    | Italia (bandiera) | A     | Alfredo Poletto   |
|    | Italia (bandiera) | C     | Lorenzo Rollando  |
|    | Italia (bandiera) | D     | Marco Rossinelli  |
|    | Italia (bandiera) | P     | Salvatore Sciarra |
|    | Italia (bandiera) | C     | Angelo Spanio     |
|    | Italia (bandiera) | D     | Marco Zignego     |

## Risultati

### Serie C girone B

#### Girone di andata
| Arbitro: | Menegali (Roma) |

|           |           |              |
| Fazzi 55’ | Marcatori | 92’ Rollando |

| Arbitro: | Livetti (Bergamo) |

|  |           |             |
|  | Marcatori | 24’ Menconi |

| Arbitro: | Boscolo (Venezia) |

|              |           |  |
| Rollando 15’ | Marcatori |  |

| Arbitro: | Pilotto (Roma) |

|  |           |              |
|  | Marcatori | 24’ Callioni |

| La Spezia 12 ottobre 1969 5ª giornata | Spezia          | 0 – 0 | Empoli | Stadio Alberto Picco\| Arbitro: \| Leita (Catania) \| |
| Arbitro:                              | Leita (Catania) |       |        |                                                       |

| Arbitro: | Ciulli (Roma) |

|                    |           |  |
| Gittone 34’ (rig.) | Marcatori |  |

| La Spezia 26 ottobre 1969 7ª giornata | Spezia           | 0 – 0 | Siena | Stadio Alberto Picco\| Arbitro: \| Scolari (Verona) \| |
| Arbitro:                              | Scolari (Verona) |       |       |                                                        |

| San Benedetto del Tronto 2 novembre 1969 8ª giornata | Sambenedettese       | 0 – 0 | Spezia | Stadio Fratelli Ballarin\| Arbitro: \| Minozzi (Monfalcone) \| |
| Arbitro:                                             | Minozzi (Monfalcone) |       |        |                                                                |

| La Spezia 9 novembre 1969 9ª giornata | Spezia             | 0 – 0 | Imola | Stadio Alberto Picco\| Arbitro: \| Bassignana (Pavia) \| |
| Arbitro:                              | Bassignana (Pavia) |       |       |                                                          |

| Arbitro: | Monforte (Palermo) |

|             |           |                             |
| Consoli 88’ | Marcatori | 5’ Rossinelli 65’ Lazzerini |

| Arbitro: | Canova (Milano) |

|                        |           |          |
| Guizzo 25’ Bonanni 47’ | Marcatori | 85’ Dedè |

| Arbitro: | V. Lattanzi (Roma) |

|                        |           |  |
| Parola 47’ Volpato 88’ | Marcatori |  |

| Arbitro: | Rodomonte (Teramo) |

|              |           |  |
| Andreoli 38’ | Marcatori |  |

| Arbitro: | Beretta (Milano) |

|  |           |               |
|  | Marcatori | 21’ Pelizzoni |

| Arbitro: | Sgherri (Grosseto) |

|                         |           |                             |
| Andreoli 12’ Spanio 33’ | Marcatori | 28’ Cavicchia 76’ Bolognesi |

| Pistoia 4 gennaio 1970 16ª giornata | Pistoiese      | 0 – 0 | Spezia | Stadio Comunale\| Arbitro: \| Frasso (Capua) \| |
| Arbitro:                            | Frasso (Capua) |       |        |                                                 |

| Arbitro: | Trono (Torino) |

|  |           |                 |
|  | Marcatori | 7’ Dalle Vedove |

| Arbitro: | Porcelli (Lodi) |

|            |           |              |
| Guizzo 78’ | Marcatori | 9’ Campanini |

| Arbitro: | Leita (Catania) |

|              |           |                     |
| Flaborea 71’ | Marcatori | 9’ (aut.) Morbidoni |

#### Girone di ritorno
| La Spezia 1º febbraio 1970 20ª giornata | Spezia           | 0 – 0 | Olbia | Stadio Alberto Picco\| Arbitro: \| Vaccaro (Torino) \| |
| Arbitro:                                | Vaccaro (Torino) |       |       |                                                        |

| Arbitro: | Pesciarelli (Roma) |

|                             |           |  |
| Menconi 44’ Palù 70’ (rig.) | Marcatori |  |

| Savona 15 febbraio 1970 22ª giornata | Savona             | 0 – 0 | Spezia | Stadio Valerio Bacigalupo\| Arbitro: \| Albertini (Torino) \| |
| Arbitro:                             | Albertini (Torino) |       |        |                                                               |

| Arbitro: | Schena (Foggia) |

|                                  |           |  |
| Spanio 62’ (rig.) Rossinelli 69’ | Marcatori |  |

| Arbitro: | De Marco (Torre del Greco) |

|             |           |  |
| Bonetti 63’ | Marcatori |  |

| Arbitro: | Bassignana (Pavia) |

|            |           |  |
| Spanio 25’ | Marcatori |  |

| Arbitro: | V. Lattanzi (Roma) |

|         |           |  |
| Ive 77’ | Marcatori |  |

| Arbitro: | Calì (Roma) |

|            |           |  |
| Guizzo 28’ | Marcatori |  |

| Arbitro: | Martinelli (Catania) |

|              |           |  |
| Agostini 36’ | Marcatori |  |

| Arbitro: | Boscolo (Venezia) |

|                        |           |  |
| Spanio 13’ Cozzani 64’ | Marcatori |  |

| Arbitro: | Andreoli (Padova) |

|                  |           |            |
| Garri 80’ (rig.) | Marcatori | 66’ Spanio |

| Arbitro: | Baciucchi (Roma) |

|  |           |             |
|  | Marcatori | 43’ Volpato |

| Arbitro: | Castelli (Treviglio) |

|  |           |            |
|  | Marcatori | 49’ Guizzo |

| Arbitro: | Tempio (Catania) |

|  |           |                         |
|  | Marcatori | 12’ Ciani 48’ Trevisani |

| Ancona 17 maggio 1970 34ª giornata | Anconitana       | 0 – 0 | Spezia | Stadio Dorico\| Arbitro: \| Marino (Taranto) \| |
| Arbitro:                           | Marino (Taranto) |       |        |                                                 |

| Arbitro: | Vaccaro (Torino) |

|               |           |  |
| Lazzerini 64’ | Marcatori |  |

| Arbitro: | Moretto (San Donà di Piave) |

|                                               |           |  |
| Mantovani 47’ (rig.) Marongiu 61’ Beccati 87’ | Marcatori |  |

| Arbitro: | Busalacchi (Palermo) |

|                |           |  |
| Giampaglia 74’ | Marcatori |  |

| Arbitro: | Ciulli (Roma) |

|  |           |           |
|  | Marcatori | 80’ Sassi |